# Toada de Portalegre
A Toada de Portalegre é um poema de José Régio, dedicado à cidade que o acolheu durante mais de 30 anos. José Régio, poeta nascido na cidade de Vila do Conde, foi para Portalegre em 1928, onde leccionou no antigo Liceu (actual Escola Secundária Mouzinho da Silveira). Ali viveu até 1967, altura em que regressou à sua terra natal onde veio a falecer dois anos depois.

## Toada de Portalegre
Em Portalegre, cidade
Do Alto Alentejo, cercada
De serras, ventos, penhascos, oliveiras e sobreiros
Morei numa casa velha,
velha grande tosca e bela
À qual quis como se fora
Feita para eu Morar nela...

Cheia dos maus e bons cheiros
Das casas que têm história,
Cheia da ténue, mas viva, obsidiante memória
De antigas gentes e traças,
Cheia de sol nas vidraças
E de escuro nos recantos,
Cheia de medo e sossego,
De silêncios e de espantos,
- Quis-lhe bem como se fora
Tão feita ao gosto de outrora
Como ao do meu aconchego.

Em Portalegre, cidade
Do Alto Alentejo, cercada
De montes e de oliveiras
Do vento suão queimada
( Lá vem o vento suão!,
Que enche o sono de pavores,
Faz febre, esfarela os ossos,
Dói nos peitos sufocados
E atira aos desesperados
A corda com que se enforcam
Na trave de algum desvão...)
Em Portalegre, dizia,
Cidade onde então sofria
Coisas que terei pudor
De contar seja a quem fôr,
Na tal casa tosca e bela
À qual quis como se fora
Feita para eu morar nela,
Tinha, então,
Por única diversão,
Uma pequena varanda
Diante de uma janela

Toda aberta ao sol que abrasa,
Ao frio que tolhe, gela
E ao vento que anda, desanda,
E sarabanda, e ciranda
Derredor da minha casa,
Em Portalegre, cidade
Do Alto Alentejo, cercada
De serras, ventos, penhascos oliveiras e sobreiros
Era uma bela varanda,
Naquela bela janela!

Serras deitadas nas nuvens,
Vagas e azuis da distância,
Azuis, cinzentas, lilases,
Já roxas quando mais perto,
Campos verdes e Amarelos,
Salpicados de Oliveiras,
E que o frio, ao vir, despia,
Rasava, unia
Num mesmo ar de deserto
Ou de longínquas geleiras,
Céus que lá em cima, estrelados,
Boiando em lua, ou fechados
Nos seus turbilhões de trevas,
Pareciam engolir-me
Quando, fitando-os suspenso
Daquele silêncio imenso,
Eu sentia o chão a fugir-me,
- Se abriam diante dela
Daquela
Bela
Varanda
Daquela
Minha
Janela,
Em Portalegre, cidade
Do Alto Alentejo, cercada
De serras, ventos, penhascos, oliveiras e sobreiros
Na casa em que morei, velha,
Cheia dos maus e bons cheiros
Das casas que têm história,
Cheia da ténue, mas viva, obsidiante memória
De antigas gentes e traças,
Cheia de sol nas vidraças
E de escuro nos recantos,
Cheia de medo e sossego,
De silêncios e de espantos,
À qual quis como se fora
Tão feita ao gosto de outrora
Como ao do meu aconchego...

Ora agora,
Que havia o vento suão
Que enche o sono de pavores,
Faz febre, esfarela os ossos,
Dói nos peitos sufocados,
E atira aos desesperados
A corda com que se enforcam
Na trave de algum desvão,
Que havia o vento suão
De se lembrar de fazer?

Em Portalegre, dizia,
Cidade onde então sofria
Coisas que terei pudor
De contar seja a quem for,
Que havia o vento suão
De fazer,
Senão trazer
Àquela
Minha
Varanda
Daquela
Minha
Janela,
O testemunho maior
De que Deus
É protector
Dos seus
Que mais faz sofrer?

Lá num craveiro, que eu tinha,
Onde uma cepa cansada
Mal dava cravos sem vida,
Poisou qualquer sementinha
Que o vento que anda, desanda,
E sarabanda, e ciranda,
Achara no ar perdida,
Errando entre terra e céus...,
E, louvado seja Deus!,
Eis que uma folha miudinha
Rompeu, cresceu, recortada,
Furando a cepa cansada
Que dava cravos sem vida
Naquela
Bela
Varanda
Daquela
Minha
Janela
Da tal casa tosca e bela
Á qual quis como se fora
Feita para eu morar nela...

Como é que o vento suão
Que enche o sono de pavores,
Faz febre, esfarela os ossos,
Dói nos peitos sufocados,
E atira aos desesperados
A corda com que se enforcam
Na trave de algum desvão,
Me trouxe a mim que, dizia,
Em Portalegre sofria
Coisas que terei pudor
De contar seja a quem for,
Me trouxe a mim essa esmola,
Esse pedido de paz
Dum Deus que fere ... e consola
Com o próprio mal que faz?

Coisas que terei pudor
De contar seja a quem for
Me davam então tal vida
Em Portalegre, cidade
Do Alto Alentejo, cercada
De serras, ventos, penhascos, oliveiras e sobreiros,
Me davam então tal vida

- Não vivida! sim morrida
No tédio e no desespero,
No espanto e na solidão,
Que a corda dos derradeiros
Desejos dos desgraçados
Por noites do vento suão
Já varias vezes tentara
Meus dedos verdes suados...

Senão quando o amor de Deus
Ao vento que anda, desanda,
E sarabanda, e ciranda,
Confia uma sementinha
Perdida entre terra e céus,
E o vento a trás à varanda
Daquela
Minha
Janela
Da tal casa tosca e bela
À qual quis como se fôra
Feita para eu morar nela!

Lá no craveiro que eu tinha,
Onde uma cepa cansada
Mal dava cravos sem vida,
Nasceu essa acàciazinha
Que depois foi transplantada
E cresceu; dom do meu Deus!,
Aos pés lá da estranha casa
Do largo do cemitério,
Frente aos ciprestes que em frente
Mostram os céus,
Como dedos apontados
De gigantes enterrados...
Quem desespera dos homens,
Se a alma lhe não secou,
A tudo transfere a esperança
Que a humanidade frustrou:
E é capaz de amar as plantas,
De esperar nos animais,
De humanizar coisas brutas,
E ter criancices tais,
Tais e tantas!
Que será bom ter pudor
De as contar seja a quem for!

O amor, a amizade, e quantos
Sonhos de cristal sonhara,
Bens deste mundo! que o mundo
Me levara,
De tal maneira me tinham,
Ao fugir-me, Deixando só, nulo, atónito, A mim que tanto
esperara
Ser fiel,
E forte,
E firme,
Que não era mais que morte
A vida que então vivia,
Auto-cadáver...

E era então que sucedia
Que em Portalegre, cidade
Do Alto Alentejo, cercada
De serras, ventos, penhascos, oliveiras e sobreiros
Aos pés lá da casa velha
Cheia dos maus e bons cheiros
Das casa que têm história,
Cheia da ténue, mas viva, obsidiante memória
De antigas gentes e traças,
Cheia de sol nas vidraças
E de escuro nos recantos,
Cheia de medo e sossego,
De silêncios e de espantos,
- A minha acácia crescia.

Vento suão! obrigado...
Pela doce companhia
Que em teu hálito empestado
Sem eu sonhar, me chegava!

E a cada raminho novo
Que a tenra acácia deitava,
Será loucura!..., mas era
Uma alegria
Na longa e negra apatia
Daquela miséria extrema
Em que eu vivia,
E vivera,
Como se fizera um poema,
Ou se um filho me nascera.